# Violante Saramago Matos
Violante Saramago Matos (Lisboa, 1947) é bióloga, militante antifascista, ativista e política portuguesa que foi presa política durante o Estado Novo.

## Biografia
Violante Saramago Matos nasce em Lisboa em 1943, filha única da artista plástica Ilda Reis e do escritor José Saramago. Em 1970, sai de casa dos pais e casa com Danilo Matos. Em 1980, Violante muda-se para o Funchal.
Violante é mãe de dois filhos, Ana Matos engenheira informática, fundadora da Galeria das Salgadeiras, no Bairro Alto, em Lisboa e curadora da Fundação José Saramago e Tiago Matos, biólogo.

## Percurso Académico e Profissional
Violante licencia-se em Biologia pela Faculdade de Ciências da Universidade de Lisboa e desempenhou ao longo da sua vida adulta diversas profissões. Foi professora do ensino secundário, entre 1975 e 1988, no Cacém e no Funchal. Foi também técnica de controlo laboratorial de alimentos, analista e gestora de recursos humanos da Secretaria do Ambiente, na região autónoma da Madeira.
Escreve periodicamento, na coluna "Opinião" no Diário de Notícias do Funchal, integra o painel "Mulheres com Palavra" programa da TSF Madeira, participa em conferências e seminários sobre ambiente e desenvolvimento sustentável e é curadora da Fundação José Saramago.

## Percurso Ativista e Político
Violante inicia o seu percurso como ativista participando nas manifestações e lutas estudantis contra a ditadura do Estado Novo, a guerra colonial e a guerra do Vietnam. Foi membro do Movimento Associativo dos Estudantes do Ensino Secundário de Lisboa, nos anos 1960 e dirigente da Associação de Estudantes da Faculdade de Ciências da Universidade de Lisboa, entre 1969 e 1974. Também trabalhou com os Comités de Luta Anti-Colonial.
Na sequência da manifestação do 1.º de Maio de 1973, no Rossio, em Lisboa, Violante foi presa. Cumpriu 3 meses na prisão de Caxias e saiu sem culpa formada. Durante o período em que esteve presa foi acompanhada pela sua filha, Ana Matos, à data com um ano e meio de idade, após a sua mãe, Ilda Reis, a ter entregue na prisão, a pedido o PCTP - MRPP.
Enquanto ativista fez parte de diversos movimentos cívicos nomeadamente os de apoio a Timor-Leste, em 1999, contra a guerra do Iraque, em 2003, e pela despenalização da IVG, tendo sido mandatária regional do Movimento "Voto Sim", em 1997-1998 e 2007.
Violante foi militante do PCTP - MRPP e deputada da Assembleia Legislativa da Madeira. Foi vereadora da Câmara Municipal do Funchal entre 1997 e 2001 e deputada à Assembleia Legislativa da Madeira, entre 1996 e 2000, eleita como independente nas listas do Partido Socialista. Foi dirigente regional do Bloco de Esquerda tendo sido eleita para a Assembleia Legislativa da Madeira, nas listas desse partido, entre dezembro de 2005 e dezembro de 2006. Foi mandatária regional de dois candidatos à Presidência da República, Manuel Alegre (2010) e António Sampaio da Nóvoa (2015) e mandatária de Miguel Gouveia, candidato à Câmara Municipal do Funchal, em 2021.

## Obra
Violante é pintora, tendo feito várias exposições em Portugal e no estrangeiro, e também escritora, tendo publicado diversos livros infantis, crónicas, entre outros livros.
Livros infantis e juvenis
- 2011 - "Quinas Ganha Uma Casa"
- 2015 - “Quinas à Descoberta”
- 2017 - "Quinas e Uma Companheira de Brincadeiras” e “Quinas e Uma Rainha Sem Coroa
- 2018 - "Quinas, pelo Mar Fora...""
- 2019 - "Quinas, uma Viagem à Ria
- 2019 - "Tixa a Presidente!"
- 2020 - "Pintas e Pirata – Detetives de Pata Cheia"

Outras publicações
- 2010 - “Na Primeira Pessoa”
- 2012 - “A História Num Instante – Madeira, 20 de Fevereiro de 2010”
- 2020 - “Quando o Verão Amadurece” (crónicas)
- 2021 - “Escritas da Pandemia com caneta e pincel” (crónicas)
- 2022 - “De Memórias Nos Fazemos”

- 2024 - "70 Dias à Margem da Democracia"

## Ligações Externas
- Entrevista a Violante Saramago Matos no âmbito do projeto “100 horas com Saramago”
- Entrevista a Violante Saramago Matos sobre o desafio de coordenar "50 anos, 50 vozes, 50 mulheres": "Este livro é um testemunho coletivo"